# 이응준 (조선)
이응준(李應浚, 1832년(?) ~ ?)은 조선 후기의 역관이다. 자(字)는 원명(元明), 다른 이름은 응준(應俊)이다. 본관은 벽진(碧珍) 또는 금산(金山)이다. 1882년(고종 18) 5월 조미수호통상조약 당시 조선 최초로 국기인 태극기를 개발, 사용하였다.

## 생애

### 초기 활동
아버지는 역시 역과에 급제하여 사역원 교회와 사역원 상통사, 첨지를 역임한 이후(李垕)이고, 어머니는 전주이씨로 이진영(李鎭瑛)의 딸이다. 형은 이응순(李應淳)인데 역시 전의감직장으로 재직 중 1848년(헌종 14년) 증광시(增廣試) 역과에 3등(三等)으로 급제하였다.
본관은 벽진인데 역과 합격자 기록에는 그의 본관이 금산(金山)으로 나타나 있다. 자는 원명(元明)이고 이름 또한 응준(應浚) 또는 응준(應俊)으로도 기록된다. 그의 출신지, 생년월일에 대한 자세한 기록은 나타나있지 않다.
그의 가계는 11대조 이세경(李世卿)은 내의원정(內醫院正), 10대조 이사흥(李嗣興)은 중종 때 호조의 취재에 주학(籌學)으로 합격하여 호조의 주학교수(籌學敎授), 9대조 이유(李愉)는 사역원교회(司譯院敎誨)를 거쳐서 지중추부사까자 올라갔고, 8대조 이장영(李長榮)은 호조의 취재에 주학(籌學)으로 합격하여 호조 산하 회사의 산학교수를 역임했다. 7대조 이분(李芬)부터는 한학역관이 되었는데, 6대조 이후면(李後勉), 5대조 이표(李杓)는 모두 한학 역관이었고 6대조 이후면은 숭정대부와 숭록대부 지중추부사까지 올라갔다.
언제 역관이 되었는지는 알려져 있지 않으며, 1850년(철종 1) 증광과의 역과에 갑과 2등으로 합격하였다. 역관이 된 이후의 그의 행적에 대한 단편적인 기록이 승정원일기, 비변사등록, 고종시대사 등에 간략하게 등장한다.

### 병인양요, 강화도 조약 전후
사역원의 한학역관(漢學譯官)이 되어 1871년 사역원첨정 등을 역임하였다. 사역원 첨정에서 물러난 뒤, 그해 5월 20일 병인양요에 대한 고종의 보고서를 구술로 작성하여 이를 들고 1871년 7월 청나라에 파견되는 사절단의 재주관(齎奏官)으로 임명되어 북경 예부를 방문, 서한을 전달하고 그해 9월 1일 청나라 예부가 원 조선의 보고 자문에 회답 자문을 적어주자 이를 받아들고 되돌아왔다.
이후 사역원의 한학역관(漢學譯官)으로 재직 중 1876년(고종 13) 2월 27일 강화도 조약 당시 이희문(李熙聞) 등과 함께 문청역관(問情譯官)의 한 사람으로 번역에 참여하였다. 1877년 정3품 한학당하역관(漢學堂下譯官)에 올랐고, 같은 해 2월 20일 덕적진에 표류한 청나라 사람에 대해 경기 관찰사 이재원(李載元)과 수군 방어사 이남집(李南輯) 등이 조사하여 회답과 함께 이들을 송환할 때, 번역으로 참여하였다. 전년 12월 26일에 표류한 산동성(山東省) 등주부(登州府) 문동현(文東縣) 이배증(李培增) 등은 그때까지 그 곳에 체류하고 되돌아가지 못했다.
같은해 6월 16일 1계급 가자되어 당상관이 되었다. 9월 28일 오위장(五衛將)에 임명되고 같은 날 첨지중추부사에 임명되었으나, 10월 15일 병으로 직무를 수행하기 어렵다 하여 오위장직에서 면직되었다.

### 전란 직후
1879년(고종 16) 12월 청나라 사람이 충청도의 내대포에 표류하자, 경역관(京譯官)에 임명되어 그해 12월 10일 표류한 청나라 사람과 비인현감(庇仁縣監) 홍용주(洪用周)의 통역을 손수 기록, 정리하였다. 1881년 6월 1일 사역원의 역관들을 1계급 가자를 청할 때 그도 포함되었고, 고종이 수락하였다. 7월 통리기무아문(統理機務衙門)의 재차관(齎咨官)이 되어 청나라로 가는 사신단에 포함되어 청나라를 다녀왔다.
1882년(고종 18) 3월 16일 병조판서 조영하가 병조의 관원을 선발할 때 그는 특별히 동지중추부사(同知中樞府事)에 추천, 임명되었다. 4월 7일 병으로 직무 수행이 어렵다는 이유로 병조는 고종에게 그의 해임을 건의하고, 바로 해임되었다. 그해 4월 10일 미국정부에서 사신을 파견한다 하자, 통리기무아문의 천거로, 역관으로 별정자관(別定咨官)에 임명되었다. 4월 11일에는 1자급 승자했고, 4월 12일 또다시 1자급 승자하여 자헌대부가 되었다.
1882년 4월 21일 김윤식을 수행해 북양아문을 방문해 5월 7일까지 리홍장, 마건충 등과의 7차 회담을 번역, 통역하였다. 되돌아온 뒤 바로 미국 사절단과의 통역, 번역에 참여하였다.

### 미국 사신 통역과 태극기 개발

1882년 조미수호통상조약 당시 이응준이 고안한 초기의 태극기이며, 미국에서 제작한 《해양국가들의 국기》라는 제목의 책에도 수록되었다.

1882년(고종 18) 5월 조미수호통상조약 당시 조선은 국기가 없었다. 그때까지도 정식 국기가 존재하지 않았다. 그런데 그해 5월 14일, 미국 전권특사 슈펠트(Schufeldt) 제독은 만약 조선이 청나라의 ‘황룡기’와 비슷한 깃발을 게양한다면 조선을 독립국으로 인정하려는 자신의 정책에 위배되는 처사라고 생각해, 조선 대표인 신헌과 김홍집에게 ‘국기를 제정해 조인식에 사용할 것’을 요구했다.
이 때 김홍집은 역관 이응준에게 국기를 제정할 것을 명했고, 이응준은 5월 14일에서 22일 사이에 미국 함정인 스와타라(Swatara)호 안에서 국기를 만들었다. 이 ‘국기’는 22일 제물포에서 열린 조인식에서 성조기와 나란히 게양됐다.
이는 1882년(고종 18) 9월 일본에 수신사로 파견됐던 박영효가 만든 것보다 4개월 앞선 것이다.
5월 15일 의정부에서 작년 별행(別行)의 수역관인 이응준과 재차관 오경연(吳慶然), 수역관 현제보(玄濟普), 당상역관(堂上譯官) 고영희(高永喜), 당하역관(堂下譯官) 조한용(趙漢容) 등이 노고를 바친 것이 많았다 하여 시상을 건의하였고, 8월 17일 다시 의정부에서 공로를 바친 것이 이미 많으니 특별 가자(加資)를 고종에게 건의하여 승락받았다.

#### 논란
논란이 일자, 2008년 5월 27일 독립기념관 한국독립운동사연구소(소장 한시준) 주최로 서울 대우재단빌딩에서 열린 〈국기 원형 자료 분석 보고회〉에서는 한철호 동국대 교수, 김원모 단국대 명예교수, 이태진 서울대 교수 등이 그 동안의 연구 성과를 바탕으로 4시간 넘게 격론을 이어 간 끝에 태극기의 창안자는 이응준이었으며, 박영효는 ‘이응준 태극기’ 중 4괘(卦)의 좌·우를 바꾼 뒤 국기로 공식 제정했다는 것으로 결론을 내렸다.

### 생애 후반
1883년(고종 20) 7월 26일 상호군(上護軍)에 임명되었고, 같은 날 전환국에서 그를 훈련원판관 이병훈(李秉勳), 기기국 위원(機器局委員) 송헌빈(宋憲斌), 진사 윤명선(尹明善) 등과 함께 전환국 위원의 한사람으로 천거하자 고종이 윤허하였고, 7월 27일 다시 이조에서 그를 천거하여 바로 전환국 위원(典圜局委員)에 임명되었다. 1884년 재주관(齎奏官)이자 전환국 방판(典圜局幇辦)에 임명되었다. 그해 12월 갑신정변이 일어났다가 3일만에 진압되자, 12월 14일 의정부에서 그를 청나라에 보내 정변의 사실을 주문(奏文)으로 보고하게 할 것을 건의, 청나라를 다녀왔다.
1886년 7월 29일 지중추(知中樞)에 올랐고, 8월 18일 내무부의 건의로 부사직(副司直)에 임명되어 청나라로 파견되는 사절단의 별재차관(別齎咨官)에 차하되었다.
1889년 4월 30일 청나라의 북경 예부로 가다가 되돌아왔다. 또한 그가 자문을 독단적으로 작성해서 올리자 청나라 예부에서는 그가 왜 단독으로 자문을 올리는지 조선의 외무아문에 문의했고, 바로 의정부에서 그를 탄핵, 귀국 즉시 붙잡아서 추국할 것을 상주하였다.
| “ | 북경(北京) 예부(禮部)의 자문(咨文)을 보니, 역관 이응준이 사신의 일행을 인도하여 돌아오는데 자문을 독단으로 처리한 일이 있기까지 하였습니다. 이 일은 조정에서 알지 못하는 것인데, 그 자가 보잘것없는 역관으로서 제 마음대로 핑계를 만들어 크나큰 수치를 끼쳤으니, 일의 체모로 헤아려볼 때 극히 놀랍고 통탄스럽습니다. 이응준이 돌아오거든 의금부에서 잡아다 조사하여 엄중히 처벌하도록 하는 것이 어떻겠습니까? | ” |

4월 2일 의금부에서 그를 붙잡아서 엄히 추궁할 것을 상주하여 고종이 윤허하였다. 1890년(고종 27) 음력 2월 26일 대호군(大護軍)에 임명되었다. 음력 윤 2월 2일 병조의 천거로 상호군(上護軍)에 임명되었다. 그 뒤의 행적에 대해서는 알려져 있지 않다.

## 가족 관계
7대조 이분부터 6대조 이후면, 5대조 이표 모두 역과 합격자였고, 아버지 이후, 백부이자 계보상 당숙 이숙, 친형 이응순, 고조부 이명직(李命稷), 진외증조부 영해박씨 박치륜 등이 모두 역과 합격자였다.
- 증조부 : 이광(李洸)
- 할아버지 : 이시친(李時親, 1767년 ~ ?) 또는 이시관(李時觀), 한학역관
- 할머니 : 영해박씨, 왜어역관(倭語) 사역원교회 박치륜(朴致倫)의 딸
  - 백부 : 이숙(李塾, 1787년 ~ ?), 숙부 이사급(李師伋)의 양자로 출계
- 아버지 : 이후(李垕, 1800년 ~ ?)
- 어머니 : 전주이(全州李氏), 이진영(李鎭瑛)의 딸
  - 형 : 이응순(李應淳, 1831년 ~ ?)
- 부인 : 신안주씨(新安朱氏), 주윤하(朱胤夏)의 딸